# Вільховий Яр (притока Нежеголь)
Вільховий Яр (рос. Яр Ольховый; б. Ольховый Яр) — балка (річка) в Росії у Шебекінському районі Бєлгородської області. Ліва притока річки Нежеголь (басейн Азовського моря).

## Опис
Довжина річки приблизно 10,32 км, найкоротша відстань між витоком і гирлом — 9,83  км, коефіцієнт звивистості річки — 1,05 . Формується декількома балками та загатами.

## Розташування
Бере початок на південно-західній стороні від села Рибалчине. Тече переважно на північний захід через село Нижнє Березово-Друге і впадає у річку Нежеголь, ліву притоку Сіверського Дінця.

## Цікаві факти
- У минулому столітті на річці у селі Нижнє Березово-Друге існував газгольдер та газова свердловина[2].